# My Super Psycho Sweet 16
My Super Psycho Sweet 16 (Psicosis en mis Super Dulces 16 en España e Hispanoamérica) es una película estadounidense de terror slasher de adolescentes, basada en el programa de MTV, My Super Sweet 16. Dirigida por Jacob Gentry, la película trata sobre dos chicas: una proscrita llamada Skye Rotter (Lauren McKnight), y Madison Penrose (Julianna Guill), una chica que ha sido consentida durante toda su vida. Madison convence a sus padres para volver a abrir el Roller-Dome (que alguna vez fue propiedad del padre de Rotter) para su fiesta de cumpleaños de los dulce dieciséis. El Roller-Dome había sido cerrado debido a una serie de brutales asesinatos que tuvieron lugar en dicho lugar. Diez años después, el asesino vuelve a causar estragos en su fiesta.

## Argumento
Una adolescente consentida, Madison Penrose (Julianna Guill) está a punto de celebrar sus dulces dieciséis. Ella quiere tener su fiesta de cumpleaños en el Roller-Dome, anteriormente una popular pista de patinaje con una historia violenta difícil de igualar. Madison, su padre (Rick Reitz), y el organizador de fiestas (Chad McKnight) caminan dentro del domo. Madison ve que la bóveda está llena de artículos que se habían puesto en el almacenamiento. Ella y su padre salen fuera, dejando al planificador de la fiesta quien oye un ruido extraño. La escena entonces cambia a 1999; Charlie Rotter (Alex Van) es el dueño de un lugar popular entre adolescentes llamado Roller-Dome, la ubicación de muchas fiestas de cumpleaños. Charlie es el llamado "Señor de la Pista." Un adolescente llamado Craig (Damien Haas) está celebrando su fiesta de cumpleaños en el domo, entonces él empuja la torta de las manos de Rotter y golpea su máscara, humillándolo delante de todos, incluyendo a su hija, Skye (Lauren Eichner).
Más tarde esa noche, Craig y su novia, Karen, irrumpen en el domo. Mientras patinan, la novia de Craig desaparece en la oscuridad. Craig patina lentamente por donde la vio por última vez. Las luces comienzan a apagarse cuando ve al "Señor de la Pista" después de matar a su novia. Preso del pánico, Craig intenta huir, pero tropieza con un palo de billar. Entonces Rotter empala a Craig a través de la boca con otro palo de billar. Skye presencia los asesinatos y llama a la policía. Poco después, la policía llega y Rotter se escapa. Lo encuentran en el sótano, en el que dice: "Yo les dí lo que se merecían." La policía lo arresta de inmediato y varios agentes descubren que cuatro cuerpos más han sido desmembrados y metidos en una bandeja de aceite. Los informes de noticias se propagan por toda la ciudad, informando a todos acerca de los asesinatos. Rotter parece haber muerto en un accidente en el coche patrulla.
Regresando al presente, diez años más tarde, Skye Rotter (Lauren McKnight) es un paria, torturada por sus compañeros de clase a causa de lo que sucedió hace una década. Un día llama la atención del exnovio de Madison, Brigg ( Chris Zylka ), cuyo amigo Kevin se burla de Skye llamándola rara.
Al día siguiente, Madison reparte las invitaciones de sus Dulce dieciséis. Después de haber invitado a Brigg, Skye no está segura de ir a la fiesta de Madison después de lo que su padre hizo. Brigg va a la casa de Skye y le explica que él tiene que ir porque él y Madison tiene una historia. Skye le dice que una relación entre ellos no va funcionar, luego Brigg besa a Skye y le dice que él quiere pasar más tiempo con ella después de ir a la fiesta de Madison, y le promete que van a salir.

## Reparto
- Julianna Guill como Madison Penrose.
- Lauren McKnight como Skye Rotter.
- Chris Zylka como Brigg.
- Matt Angel como Derek.
- Alex Van como Charlie.
- Maia Osman como Olivia.
- Susan Griffith como Chloe.
- Joey Nappo como Kevin.
- Leandra Teranzzano as Lilly.
- Rick Reitz como Mr. Penrose
- Chad McKnight como Party Planner.
- Lauren Eichner como Young Skye Rotter.
- Damien Haas como Craig.

## Crítica
La película tuvo en general una buena acogida por el público. Consiguió una fuerte audiencia en la cadena por un período de tiempo de más de un año y medio. Entre las adolescentes, la película ocupó el # 1 en su horario contra todo de la publicidad por parte de la competencia y # 2 en general a través de toda la competencia televisiva solo por detrás de Disney. Scott Foy de Dread Central le dio un puntaje de 2.5 estrellas y escribió: "Mucho de My Super Psycho Sweet 16 es sólo una regurgitación de clichés de películas adolescentes con énfasis más en el lado del triángulo amoroso y la intimidación adolescente en la trama que sobre el psicópata enmascarado que de forma aleatoria acuchilla a los participantes de la fiesta".

## Unrated Version
En su emisión por MTV se editan ligeramente algunas escenas; se lanzó por iTunes y DVD el material sin cortes, con un poco más de sangre. Las escenas editadas incluyen la muerte de Craig, que muestra el palo de billar empalándolo; el cadáver del organizador de la fiesta en la escena de la persecución es mostrado por más tiempo; y el sueño de Brigg al final dura más.